# Radioliza impulsowa
Radioliza impulsowa – jedna z technik stosowanych w badaniach radiacyjnych. Używana jest do detekcji nietrwałych produktów reakcji (np. rodników). 
Radioliza impulsowa polega na podziałaniu na badaną próbkę impulsem (impulsami) promieniowania pochodzącego z akceleratora elektronów, a następnie detekcji produktów radiolizy przy pomocy metod optycznych, takich jak spektroskopia absorpcyjna lub emisyjna (fluorescencyjna). Pozwala to na identyfikację krótkożyciowych produktów przejściowych oraz śledzenie kinetyki reakcji przebiegających w czasach rzędu mikrosekund i krótszych. 
Poza szeroko stosowanymi badaniami z próbkami w fazie ciekłej (np. radioliza wody), prowadzone są również badania w fazie gazowej.